# Martin Ziegelmüller
Martin Ziegelmüller (* 3. April 1935 in Graben BE) ist ein Schweizer Maler, Zeichner und Radierer.

## Leben und Werk
Ziegelmüller absolvierte von 1951 bis 1954 eine Lehre als Bauzeichner, um den Wünschen seiner Eltern zu entsprechen. Da sein eigenes Interesse jedoch bei der Malerei lag, wurde er gleichzeitig ein Schüler von Cuno Amiet. 1954/1955 besuchte er die Malschule von André Lhote in Paris. Zudem studierte er die Werke alter Meister im Louvre. 1958 heiratete er und ließ sich in Vinelz nieder, wo er bis in die Gegenwart lebt. 1965 eröffnete er dort die Galerie Vinelz. 1978 gehörte er zu den Gründern des Künstlerhauses S 11 in Solothurn.
Ziegelmüller befasst sich als Künstler mit der Figur, der Landschaft, dem Stillleben und dem Verhältnis Mensch–Maschine, indem er den Arbeitsalltag u. a. in Fabriken darstellt. 1969 schuf er den Lithozyklus Hommage à Harald Szeemann als Satire auf die Avantgarde. Ab 1965 entstanden phasenweise surreale, apokalyptische Stadtvisionen. 1993 zeigte das Kunsthaus Pasquart in Biel einen Querschnitt durch sein druckgrafisches Werk. Zusammen mit Heini Stucki stellte Ziegelmüller 1995 einen Zyklus zur Wässermatte im Kunsthaus Langenthal aus. 2011 präsentierten das Kunsthaus Langenthal und das Kunstmuseum Bern eine Retrospektive. 2015 zeigte Ziegelmüller im Kunsthaus Pasquart Bilder zum Thema Rauch der Hexenfeuer.
Ziegelmüller ist auch als Autor tätig. Er veröffentlichte zwei belletristische Werke und drei Bücher mit autobiografischen Notizen über seine Erfahrungen als Maler.

## Auszeichnungen
- 1958 Louise Aeschlimann-Stipendium
- 1959 Eidgenössische Kunststipendium
- 1994 Kulturpreis der Stadt Biel

## Ausgewählte Werke
| Titel                 | Jahr    | Technik             | SIK-ISEA Inventarnummer |
| --------------------- | ------- | ------------------- | ----------------------- |
| Zürich                | 1972/73 | Öl auf Leinwand     | 1609080012              |
| Operationssaal III    | 1982    | Gouache auf Papier  | 93022                   |
| Irland                | 1983    | Aquarell            | 93006                   |
| Bern                  | 1983/84 | Öl auf Leinwand     | 93008                   |
| Kumulus               | 1987/88 | Aquarell auf Papier | 93011                   |
| Haus am Wasser        | 1990    | Öl auf Leinwand     | 93007                   |
| Papierfabrik Biberist | 1990    | Acryl auf Papier    | 93026                   |
| Pestwurz              | 1995    | Öl auf Leinwand     | 93009                   |
| Glaslager             | 1996/99 | Acryl auf Papier    | 93023                   |
| Glasfabrik            | 1996/99 | Acryl auf Papier    | 93024                   |
| Euro Glas             | 1996/99 | Acryl auf Papier    | 93025                   |
| Mohn                  | 2002/07 | Öl auf Leinwand     | 93004                   |
| Fluss in Schottland   | 2005    | Öl auf Leinwand     | 93003                   |
| Morgen am Fluss       | 2006/07 | Öl auf Leinwand     | 93002                   |
| Ruinen                | 2006/07 | Öl auf Leinwand     | 93005                   |